# Čepinci
Čepinci (Hongaars: Kerkafő, Prekmurees: Čöpinci, Duits: Ober-Gurkdorf) is een plaats in Slovenië en maakt deel uit van de gemeente Šalovci in de NUTS-3-regio Pomurska. De plaats telde 236 inwoners op 1 januari 2020.